# Marcha da Morte (Holocausto)

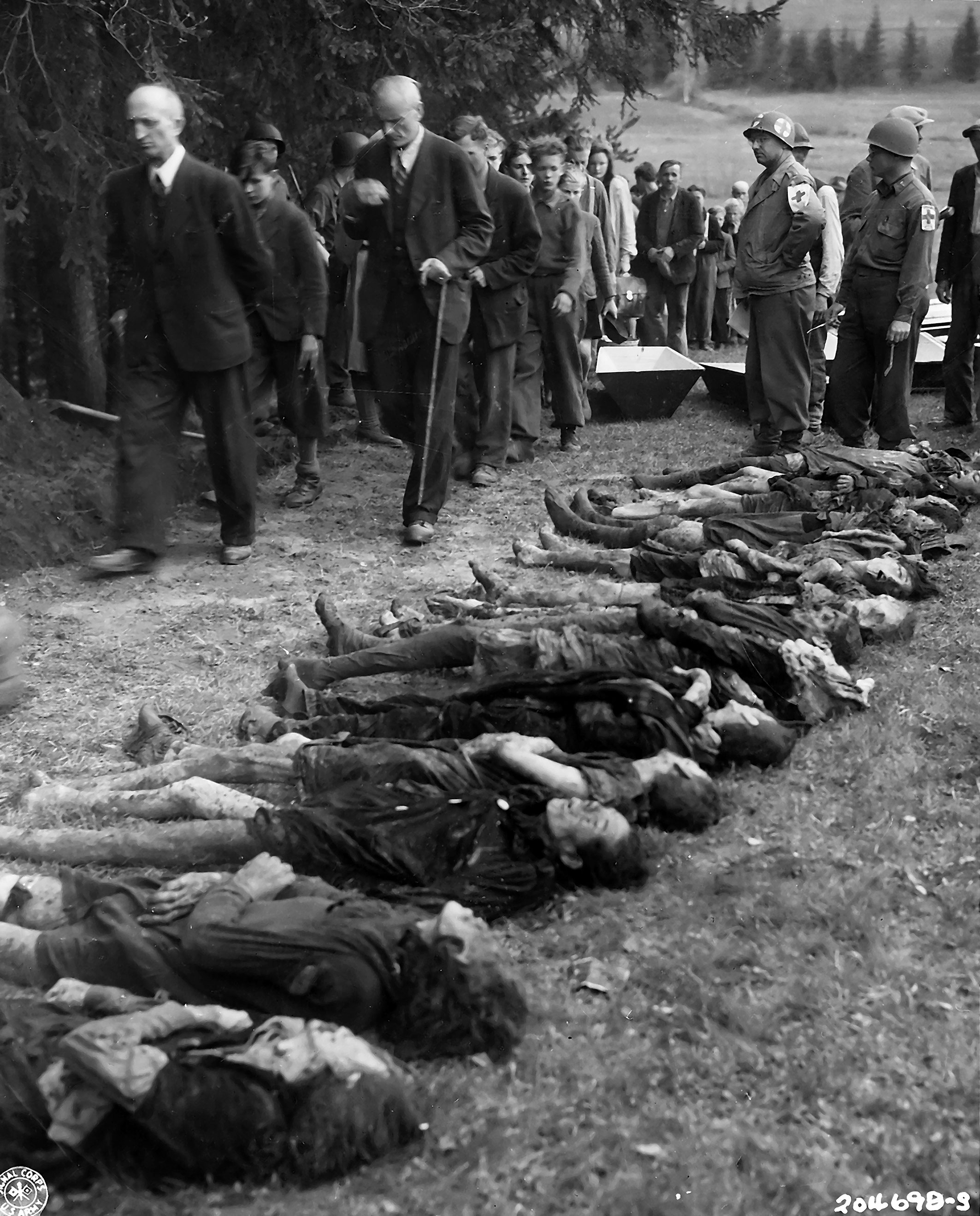
corpos de judeus mortos na Marcha da Morte na Checoslováquia, exumados de uma cova rasa

A Marcha da Morte é um fato histórico ocorrido na Alemanha ao fim da Segunda Guerra Mundial, com o deslocamento de milhões de judeus entre vários campos de concentração nazis.
Em agosto de 1944, com a invasão da Normandia pelos Aliados e o avanço das tropas russas em territórios ocupados e na própria Alemanha no início de 1945, os oficiais nazistas começaram a transferir os judeus dos campos de concentração que estavam no caminho das tropas inimigas para outros dentro da Alemanha ou locais com maior resistência nazista. Foram grandes deslocamentos, com os prisioneiros tendo que se locomover a pé. Isso porque era necessário, por parte dos nazistas, economizar em combustíveis, e os caminhões de transportes já não eram tão fartos e disponíveis naquele momento. Outro objetivo para a realização dos deslocamentos dos judeus através de grandes distâncias era promover a morte durante o trajeto, sem que fosse necessário o sepultamento nas valas comuns, sem deixar vestígios de extermínio em massa, sem deixar testemunhas e prosseguir com o plano genocida até o último instante. Os oficiais da SS haviam recebido ordens de eliminar todos os sobreviventes, mas não podiam mais cometer os atos bárbaros, sob o risco de serem incriminados.
Em novembro de 1944, 40.000 prisioneiros são deslocados de Budapeste para a Áustria. Em janeiro de 1945, os judeus são evacuados de Auschwitz e de Stutthof para mais próximo da Alemanha. Em abril, são os judeus de Buchenwald e ao longo dos últimos meses da guerra na Europa, milhões de prisioneiros judeus perambularam pela Alemanha.
Ao longo destes percursos, os prisioneiros foram fuzilados ao tentar fugir ou por pararem de andar, pois a grande maioria destas pessoas já não conseguia suportar o peso dos seus próprios corpos.
Quando os deslocamentos acabaram, mais de 2 milhões de judeus tinham perdido suas vidas em função das marchas. Todos deixados para trás, mortos em estradas ou nas zonas rurais da Alemanha, sendo enterrados em covas rasas ou simplesmente deixados aos abutres, para completar o serviço de encobrir os horrores do Holocausto.
|  |  |